# Llista d'espècies de flora en perill d'extinció al País Valencià
Aquesta llista inclou les espècies de flora en perill d'extinció al País Valencià, segons el Catàleg Valencià d'Espècies de Flora Amenaçades.
- Achillea santolinoides Lag.
- Ajuga pyramidalis L.
- Allium subvillosum Salzm. ex Schult. & Schult. f.
- Anarrhinum fruticosum Desf.
- Apium repens (Jacq.) Lag.
- Aristolochia clematitis L.
- Asplenium celtibericum Rivas-Mart.
- Asplenium marinum L.
- Berberis hispanica Boiss. & Reuter subsp. hispanica
- Boerhavia repens L.
- Ceratophyllum submersum L.
- Cistus heterophyllus Desf.
- Cotoneaster granatensis Boiss.
- Equisetum hyemale L.
- Erodium celtibericum Pau
- Frangula alnus Mill. s.a.
- Garidella nigellastrum L.
- Halimium atriplicifolium (Lam.) Spach
- Kernera saxatilis (L.) Rchb. subsp. boissieri (Reuter ex Boiss. & Reuter) Nyman
- Launaea arborescens (Batt.) Murb.
- Launaea lanifera Pau
- Limonium bellidifolium (Gouan) Dumort.
- Limonium dufourii (Girard) O. Kuntze
- Limonium lobatum (L.f.) O. Kuntze
- Limonium perplexum L. Sáez & Rosselló
- Littorella uniflora (L.) Asch.
- (*)Marsilea batardae Launert[nb 1]
- Narcissus perezlarae Font Quer
- Nymphaea alba L. (sols poblacions naturals)
- Odontites valentinus M.B. Crespo & Mateo
- Orchis papilionacea L.
- Parentucellia viscosa (L.) Caruel
- Phyllitis sagittata (DC.) Guinea & Heywood
- Reseda hookeri Guss.
- Reseda lanceolata Lag. subsp. lanceolata
- Salsola soda L.
- Silene cambessedesii Boiss. & Reuter
- Silene hifacensis Rouy
- Solenopsis laurentia (L.) C. Presl
- Spiranthes aestivalis (Lam.) Rich.
- Thelypteris palustris Schott
- Utricularia australis R. Br.

Hi ha una actualització del catàleg vigent (ORDRE 2/2022, de 16 de febrer, per la qual s’actualitzen els llistats valencians d’espècies protegides de flora i fauna) que pot contenir alguns canvis en aquesta llista